# طائفة برشانة
طائفة بُرشانة كانت مملكة طوائف في الأندلس في العصور الوسطى. كان مركزها في برشانة، وظلت قائمة من عام 1145 إلى عام 1150. كان يحكمها قبيلة عربية من بني الخزرج.

## قائمة الأمراء

### سلالة المقداميين
- ابن مقدام : فل. منتصف القرن الثاني عشر (1145-1150)
  - إلى طائفة مرسية : حوالي 1150-1172